# Festival da Canção 1987
Das 24. Festival da Canção fand am 7. März 1987 im Casino Park in Funchal auf der Insel Madeira statt. Der austragende Fernsehsender war Rádio e Televisão de Portugal. Gleichzeitig diente es als portugiesischer Vorentscheid für den Eurovision Song Contest 1987 in Belgien. Das Finale fand mit 6 Teilnehmern statt.
Im Finale am 7. März wurde per Juryvoting abgestimmt. Sieger des Wettbewerbs und damit Portugals Beitrag zum Eurovision Song Contest in Brüssel war die Band Nevada mit dem Song Neste Barco à Vela, die im Finale den 18. von 22. Plätzen belegte.

## Teilnehmer
Finale
| Startnr. | Interpret   | Lied                      | Musik und Text                                          | Rang | Punkte |
| -------- | ----------- | ------------------------- | ------------------------------------------------------- | ---- | ------ |
| 1.       | Nené        | Nome: Mulher!             | T: Manuel de Medeiros Ferreira; M: Carlos Manuel Frazão | 6.   | 57     |
| 2.       | Glória      | Hora a hora, dia a dia    | T/M: Pedro Osório                                       | 2.   | 115    |
| 3.       | Nevada      | Neste Barco à Vela        | T: Jorge Mendes; M: Jorge Mendes, Jorge Mendes          | 1.   | 116    |
| 4.       | Grupo Troco | Sou do teu corpo aprendiz | T: Alberto Augusto Mirand; M: Vaz de Carvalho           | 4.   | 70     |
| 5.       | Mário Mata  | É do stress               | T/M: Mário Mata                                         | 5.   | 64     |
| 6.       | Ana Alves   | Imaginem só               | T: Nuno Gomes dos Santos; M: Maria Guinot               | 3.   | 106    |